# Anton-Grandauer-Straße 9

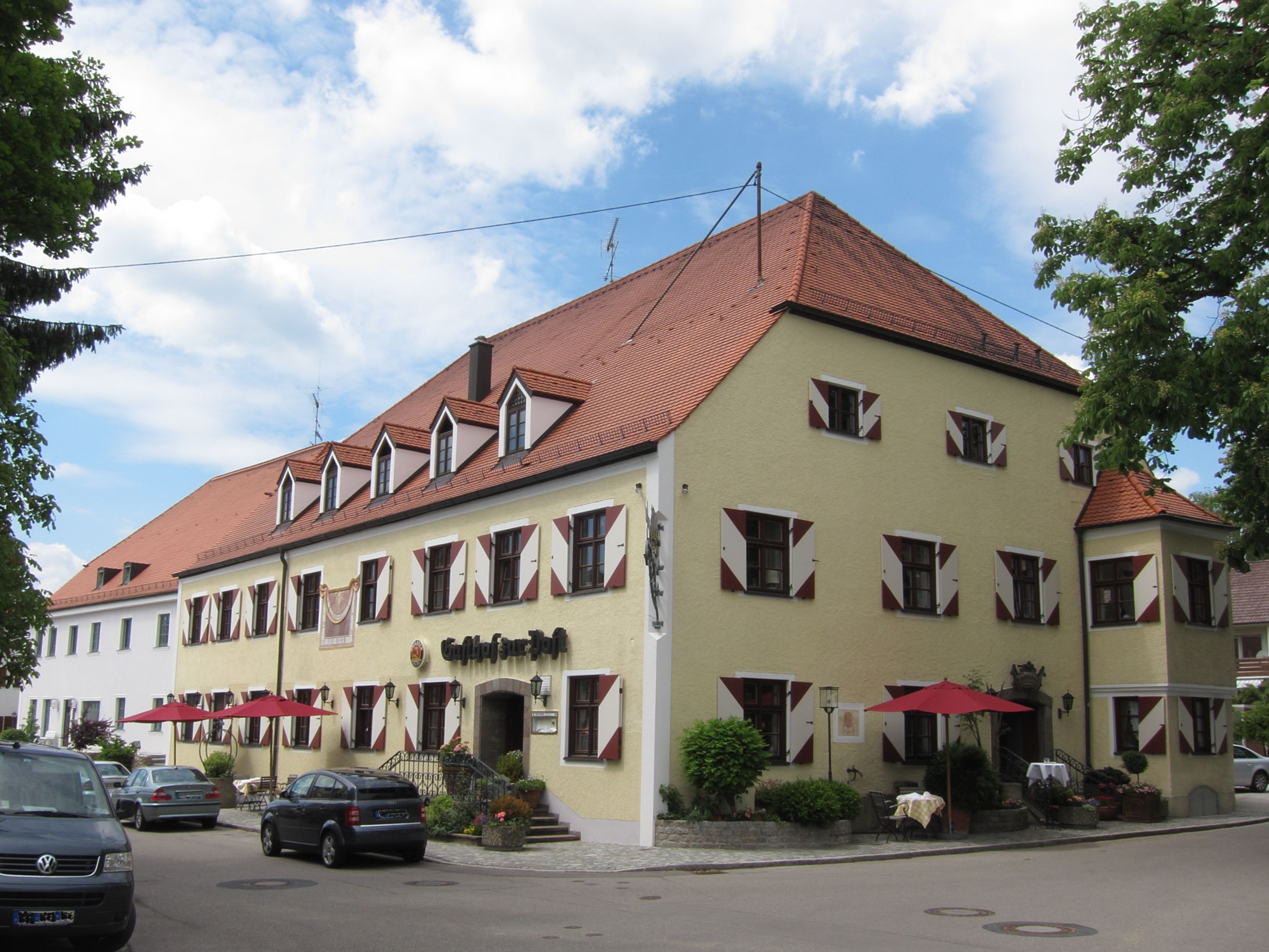
Anton-Grandauer-Straße 9

Die Anton-Grandauer-Straße 9 ist ein 1803 errichteter Postgasthof im Ortsteil Zorneding der Gemeinde Zorneding. Der zweigeschossige Putzbau mit Halbwalmdach und Steherker ist unter der Nummer D-1-75-139-4 als Denkmalschutzobjekt in der Liste des Bayerischen Landesamtes für Denkmalpflege eingetragen.